# Ilesha
Ilesha is een stad in de Nigeriaaanse deelstaat Osun in het zuidwesten van Nigeria. Volgens een schatting van 2007 heeft de stad 305.480 inwoners, de agglomeratie 647.500.
Ilesha was het centrum van een historisch koninkrijk, gesticht rond 1500 en dat naast Ilesha nog enkele kleinere steden omvatte. De koning van Ilesha draagt de titel Owa Obokun. De huidige Owa is, sinds 1982, Gabriel Adekunle Aromolaran II, die evenwel slechts nominale macht heeft. Volgens de legende werd de stad door een van de zestien zonen van Oduduwa, de stamvader van de Yoruba, gesticht. Daardoor moet zij een van de oudste vestigingen van de Yoruba zijn.
Ilesha en omgeving vormen twee van de dertig Local Government Areas (LGA) van de deelstaat Osun, met een gezamenlijke oppervlakte van 134,40 km².

## Geboren
- Oludamola Osayomi (1986), sprintster